# スパイテン・ダイヴィル川
座標: 北緯40度52分30秒 西経73度55分5秒 / 北緯40.87500度 西経73.91806度

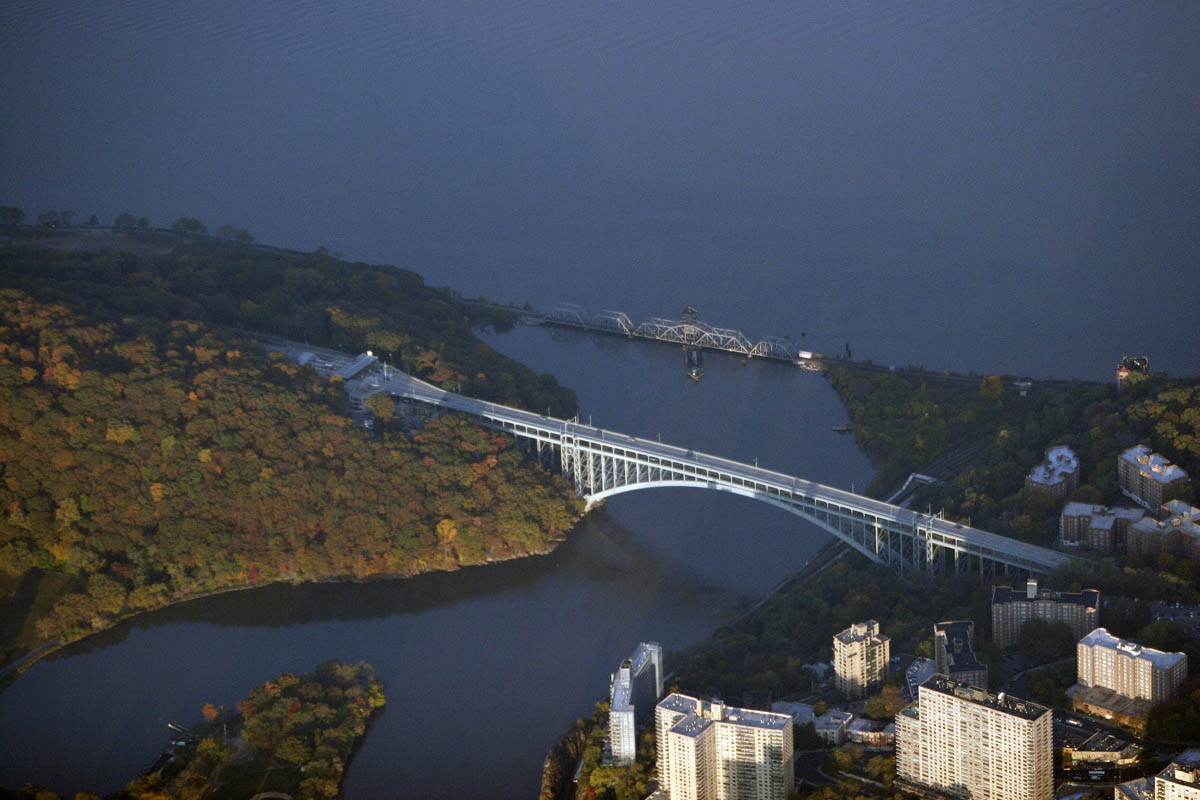
スパイテン・ダイヴィル川の入口とヘンリー・ハドソン橋およびスパイテン・ダイヴィル橋 (en) 。

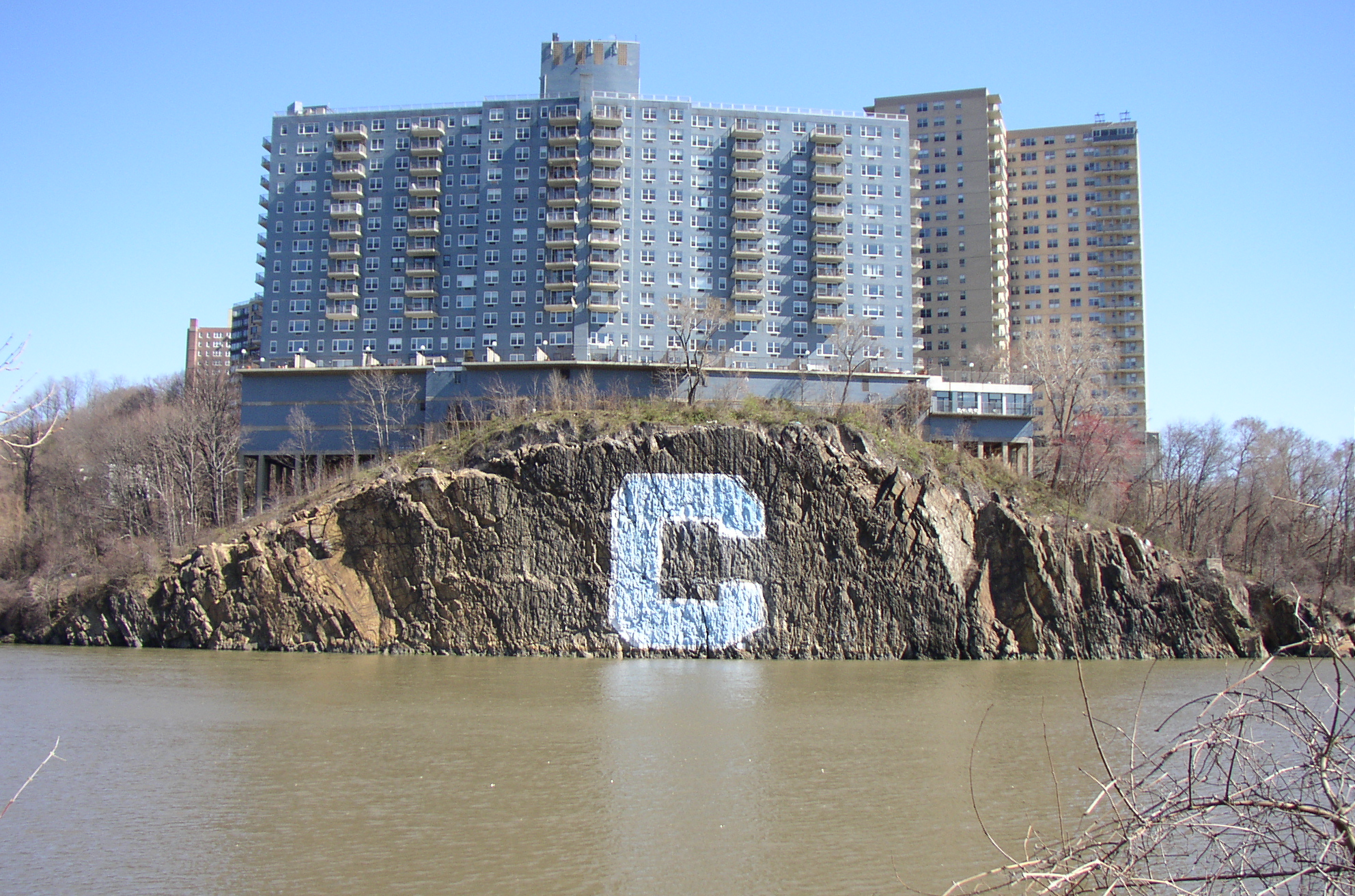
インウッド・ヒル・パーク (en) から見たスパイテン・ダイヴィル川。"C"の文字は、この川のマンハッタン側にボートハウスなどの運動競技施設を持つコロンビア大学 (Columbia University) の頭文字を表している。

スパイテン・ダイヴィル川 (スパイテン・ダイヴィルがわ、Spuyten Duyvil Creek, [ˈspaɪtən ˈdaɪvəl]) はニューヨーク市のハドソン川からハーレム川運河およびそれに隣接するハーレム川に至る水路である。この川はマンハッタン島とザ・ブロンクス（北米大陸）を隔てている。この川の北のブロンクスの地区はスパイテン・ダイヴィル (en) と呼ばれている。

## 名前
"スパイテン・ダイヴィル" (Spuyten Duyvil) とは字義的には"悪魔のほとばしり"（英語：Devil's Spout, オランダ語：Spuitende Duivel）を意味する。これは、この辺りの海域で激しく荒々しい潮流が見られたことを表現している。また、"噴出する悪魔" (Spewing Devil) 、"回転する悪魔" (Spinning Devil) 、"悪魔の渦" (Devil's Whirlpool) 、または"悪魔の大水" (Devil's Spate) と訳されることもある。Spuiおよびspuitは現在でも「排水口」を表す一般的なオランダ語として用いられている。

## 歴史
スパイテン・ダイヴィル川が初めて横断できるようになったのは、en:Philipse Manorの領主であり英国王に忠誠を誓っていたオランダの貴族en:Frederick Philipseによってキングス・ブリッジ (en) が建設された1693年のことであった。この橋はおおよそ現在の西230丁目の南にこの通りと並行して架けられていた。後にキングス・ブリッジと呼ばれたこの橋はサザン・ウエストチェスター郡（後にブロンクスに組み込まれた）とマーブル・ヒル (en) （かつてはマンハッタン島の一部であったが、現在は北米大陸の一部となっている）をつないでおり、ボストン郵便道路 en) の通り道であった。この橋は、かつてはその下を通っていたスパイテン・ダイヴィル川床が埋められてから現在も、その地下のかつてと同じ位置に眠っていると言われている。この川は、マーブル・ヒルの南側の、現在のより深い運河へと付け替え工事がなされた。
スパイテン・ダイヴィル川は元々、マンハッタン島のマーブル・ヒルの北側を流れていた。1895年にマーブル・ヒルの南側に現在のハーレム川運河が建設され、マーブル・ヒルは島となったが、1914年にマーブル・ヒルの北側を走っていた元のスパイテン・ダイヴィル川が埋め立てられ、北米大陸の一部となった。現在は、物理的にはブロンクス区と隣接しているが、行政上はマンハッタン区の一部となっている。
さらに1930年代になって、この川の西側の付け替えが行われ、こちらは元々はブロンクスの土地だった一部がマンハッタン島に取り付けられることとなった。現在のインウッド・ヒル・パーク・ナチュラル・センターの辺りがその部分である。

## 橋
スパイテン・ダイヴィル川を横断する橋は三本架けられている。西から東へ順に：
- スパイテン・ダイヴィル橋 (en) は、ニューヨーク市とオールバニを結ぶアムトラックのエンパイア回廊 (en) が走る鉄道用の旋回橋である。
- ヘンリー・ハドソン橋は、ヘンリー・ハドソン・パークウェイ (en) （ニューヨーク州道9A号線 (en)）が走る高い鉄橋である。
- ブロードウェイ橋 は、下部をブロードウェイが上部をIRTブロードウェイ-7番街線が走る昇開橋である。